# Джозі і кішечки
«Джозі і кішечки» — кінофільм режисера Гаррі Елфонта, який вийшов на екрани у 2001 році. Екранізація коміксів «Арчі».

## Зміст
Це історія про те, як маленька й невідома група пробилася на верхні рядки хіт-парадів і перетворилася у всім відомих рок-зірок. Багато хто хотів бути схожими на них, багато хто був теж талановитими й гарними. Але чому це вдалося зробити саме їм, трьом молоденьким симпатичним дівчатам? Через що вони пройшли й що їм довелося зробити заради слави й шанувальників?

## Ролі
| Актор            | Роль |
| ---------------- | ---- |
| Рейчел Лі Кук    | -    |
| Тара Рід         | -    |
| Розаріо Доусон   | -    |
| Алан Каммінг     | -    |
| Паркер Поузі     | -    |
| Габріель Манн    | -    |
| Паоло Костанзо   | -    |
| Міссі Пайл       | -    |
| Том Батлер       | -    |
| Олександр Мартін | -    |

## Знімальна група
- Режисер — Гаррі Елфонт, Дебора Каплан
- Сценарист — Річард Х. Голдвотер
- Продюсер — Тоні ДеРоза-Грюнд, Кеннет «Бебіфейс» Едмондс, Трейсі Е. Едмондс
- Композитор — Джон Фріззелл